# 于蔭霖
于 蔭霖（う いんりん、Yu Yinlin、1838年 - 1904年）は、清末の官僚。字は次棠または樾亭。吉林ベドゥネ庁（伯都訥庁、現在の吉林省長春市楡樹市）出身。
1859年に進士になり、1862年に翰林院編修となった。1878年、イリ地方をめぐって朝廷は崇厚（チュンホウ）を派遣してロシアとの協議にあたらせたが、崇厚は翌1879年にロシアに大幅に譲歩したリヴァディア条約を締結した。于蔭霖は張之洞・黄体芳・張佩綸と連名で、崇厚を処分するように上奏した。朝廷はこれを受け、リヴァディア条約の承認の拒否と崇厚の問責を決定した。
1882年、湖北省荊宜施道となった。この年は秋雨で河川が氾濫し、多くの田畑が被害を受けたが、于蔭霖は糧米を放出して被災者の救済に当たる一方、農民を組織して堤防の修築にあたらせた。また于蔭霖は学問を重視し、荊州書院を創設して、著名な学者を山長に招き、人材の育成に努めた。
1885年に広東按察使となり、翌年に雲南布政使となったが、母の死のために赴任しなかった。1890年には台湾布政使となった。1894年、日清戦争が勃発すると、2万人の兵を集めて黒竜江将軍イクタンガ（依克唐阿）を補佐した。1895年、雲南布政使となり、1899年には安徽布政使となったが、赴任前に湖北巡撫に昇進した。翌年、河南巡撫に異動。1900年、義和団の乱で北京は外国軍に占領され、ドイツ・フランスは南下の機をうかがっていたが、于蔭霖は河北のキリスト教徒殺害犯を処刑し、教案を解決してつけ入る隙を与えなかった。
清廉な官僚として知られ、汚職には厳正に対処した。
晩年は南陽に寓居した。